# Supersypnoides lacteata
Supersypnoides lacteata là một loài bướm đêm trong họ Noctuidae.